# LILRA2
El miembro 2 de la subfamilia A del receptor de tipo inmunoglobulina leucocitaria (LILRA2, CD85H, ILT1) es una proteína que en humanos está codificada por el gen LILRA2 .
Los receptores de tipo Ig de leucocitos (LIR) son una familia de inmunorreceptores expresados predominantemente en monocitos y células B y en niveles más bajos en células dendríticas y células asesinas naturales (NK). Todos los LIR de la subfamilia B tienen una función inhibidora (ver, por ejemplo, LILRB1, MIM 604811). Los LIR en la subfamilia A, con dominios citoplasmáticos cortos que carecen de un motivo inhibidor inmunorreceptor basado en tirosina (ITIM) que inhibe la diferenciación de dendritas y la introducción de antígenos a las células T. Su región transmembrana contiene un residuo de arginina cargado que puede  iniciar cascadas estimulantes. Un miembro de la subfamilia A (LILRA3; MIM 604818) carece de una región transmembrana y se presume que es un receptor soluble. 

## Función
LILRA2 detecta la inmunoglobulina escindida microbianamente para activar las células mieloides humanas.